# Pararge maera
Pararge maera är en fjärilsart som beskrevs av Carl von Linné 1758. Pararge maera ingår i släktet Pararge och familjen praktfjärilar. Inga underarter finns listade i Catalogue of Life.